# 大西洋海滩 (南卡罗来纳州)
大西洋海滩（英文：Atlantic Beach），是美国南卡罗来纳州下属的一座城市。城市类型是“Town”。其面积大约为0.16平方英里（0.41平方公里）。根据2010年美国人口普查，该市有人口334人，人口密度约为每平方 英里2,087.50人（约合每平方公里806.02人）。